# Costa Ricas flag
Costa Ricas flag er vandret delt i blåt, hvidt, rødt, hvidt og blåt. Stribernes størrelsesforhold er 1:1:2:1:1. Flaget er i størrelsesforholdet 3:5.
Den blå farve repræsenterer himlen, muligheder, idealisme og ihærdighed. Den hvide farve står for fred, visdom og lykke. Den røde farve står for uafhængighedsmartyrernes blod samt folkets varme og generøsitet.
Flaget blev officielt taget i brug 27. november 1906. Udformningen med blå, hvide og røde horisontale striber har imidlertid været i brug siden 1848, da Costa Rica forlod Mellemamerikas Forenede Stater og erklærede sig for selvstændig republik. Pacífica Fernández, præsident José María Castro Madriz' kone, lavede flaget, inspireret af farverne i det franske flag.
Flaget benyttes uden mærke som nationalflag på land, koffardiflag til søs. Statsflaget har i tillæg Costa Ricas nationalvåben sat ind i en oval hvid skive, placeret på den røde stribe tre tiendedele ind i flagdugen regnet fra stangen. Da Costa Rica ikke har militære styrker, fører landet ikke eget orlogsflag.